# جونیا تاکاهاشی
جونیا تاکاهاشی (ژاپنی: 高橋 潤哉؛ زادهٔ ۲۸ مهٔ ۱۹۹۷) یک بازیکن فوتبال اهل ژاپن است.
از باشگاه‌هایی که در آن بازی کرده‌است می‌توان به باشگاه فوتبال مونتدیو یاماگاتا و باشگاه فوتبال آزول کلارو نومازو اشاره کرد.